# Robin Russell (14e duc de Bedford)
(Henry) Robin Ian Russell, 14e duc de Bedford (21 janvier 1940 - 13 juin 2003), de l'Abbaye de Woburn dans le Bedfordshire, est un pair britannique, un courtier en valeurs mobilières et un défenseur des animaux. Il est connu du public en apparaissant dans trois séries de l'émission de Téléréalité de la BBC Country House. Au cours de son enfance, il porte le titre de courtoisie de Lord Howland, l'un des titres secondaires de son grand-père, et à partir de 1953 et pendant la majeure partie de sa vie adulte est appelé par le titre de courtoisie de marquis de Tavistock, n'étant duc que pendant quelques mois après la mort de son père.

## Carrière

### Origines et formation
Il est né le 21 janvier 1940 à l'hôtel Ritz de Londres, fils et héritier de Ian Russell (13e duc de Bedford) (1917–2002) et de sa première épouse Clare Gwendolyn Bridgman (1903–1945), décédée d'une overdose de sédatifs autrefois l'épouse du major Kenneth Chamney Walpole Hollway. Son père émigre en Afrique du Sud en 1948 pour se lancer dans l'agriculture dans la région de Paarl et le futur 14e duc y fait ses études à la Western Province Preparatory School puis au Diocesan College. Il termine ses études à l'Institut Le Rosey en Suisse et à l'Université Harvard aux États-Unis. Les vastes domaines historiques des ducs de Bedford comprennent l'abbaye de Woburn dans le Bedfordshire, le domaine de Bedford à Covent Garden et Bloomsbury à Londres et les domaines dans le Devonshire autour de la ville de Tavistock, avec une résidence à Endsleigh Cottage.

### Carrière dans les affaires
En 1974, alors qu'il travaille comme agent de change chez de Zoete & Bevan et vit dans le Suffolk il prend la direction du domaine de Woburn de son père, un pionnier de l'exploitation commerciale des maisons de campagne, qui s'installe ensuite à Monaco. Robin, alors appelé marquis de Tavistock, poursuit la modernisation du domaine Woburn et du Woburn Safari Park créé par son père, et créé lui-même le Woburn Golf and Country Club, une entreprise prospère sur le domaine de Woburn. Cependant, ses projets de développement d'un grand parc à thème à Woburn n'ont pas abouti. Il subit un grave accident vasculaire cérébral le 21 février 1988 alors qu'il n'a que 48 ans auquel on ne s'attendait pas à ce qu'il survive, et qui réduit ses activités. Avec sa femme, Henrietta Tiarks (marquise de Tavistock et plus tard duchesse de Bedford), il apparait dans la série BBC Country House, détaillant la vie quotidienne et la gestion du domaine à l'Abbaye de Woburn, le siège ancestral de la famille Russell. Il succède à son père dans le duché le 25 octobre 2002, mais il est mort à seulement sept mois plus tard, le 13 juin 2003, après une autre attaque cérébrale dans l'unité des soins intensifs de l'Hôpital national de neurologie et de neurochirurgie, Queen Square, Bloomsbury, Londres. Cela fait de lui le duc de Bedford le plus éphémère. Il avait déjà cédé le contrôle de l'abbaye de Woburn à son fils aîné Andrew, Lord Howland, en 2001.

### Cerf du Père David
Après la disparition en 1900 de la population chinoise de cerfs du Père David (ou cerfs Milu), Herbrand Russell (11e duc de Bedford), contribue à sauver l'espèce, ayant acquis les quelques cerfs restants des zoos européens et formé un troupeau reproducteur dans le parc de cerfs à l'abbaye de Woburn. Robin Russell, alors marquis de Tavistock, (le futur 14e duc de Bedford), l'arrière-petit-fils du 11e duc, joue un rôle important dans la réintroduction de l'espèce en Chine, ayant fait don à ce pays de deux parties du troupeau Woburn, l'un en 1985 (5 mâles et 15 femelles) et l'autre en 1987 (18 femelles). Les cerfs sont relâchés dans le jardin Nan Haizi, rebaptisé plus tard Milu Park, dans le sud de Pékin, l'ancien terrain de chasse impérial des empereurs Ming et Qing où le cerf a été connu pour la dernière fois en Chine. En 2005, les autorités de Pékin érigent une statue du 14e duc (décédé deux ans plus tôt) à Nan Haizi pour marquer le 20e anniversaire de la réintroduction de Milu, en présence de sa veuve et de ses trois fils.

## Mariage et descendance
Le 20 juin 1961 à l'église St Clement Danes à Londres (au sud du domaine de la famille Russell de Covent Garden et Bloomsbury), il épouse Henrietta Joan Tiarks (née à Londres, le 5 mars 1940), débutante de l'année en 1957 et mannequin, le seul enfant et héritière de Henry Frederick Tiarks (né à Woodheath, Chislehurst, 8 septembre 1900 - décédé à Marbella, 2 juillet 1995), un associé et directeur de la banque d'affaires Schroders, et de sa deuxième épouse (qu'il épouse le 3 octobre 1936) Ina Florence Marshman-Bell (née à Londres le 5 novembre 1903 - décédée à Marbella le 10 avril 1989), une actrice connue sous le nom de Joan Barry, dont le premier mari est Henry Hampson. Ils ont trois fils :
- Andrew Russell (15e duc de Bedford) (né le 30 mars 1962), fils aîné et héritier, marié, d'où un fils, Henry Robin Charles Russell, marquis de Tavistock (né en 2005) et une fille ;
- Robin Loel Hastings Russell (né le 12 août 1963) ;
- James Edward Herbrand Russell (né le 11 février 1975).